# Muhàmmad III al-Makhlú

Mapa de l'Emirat de Granada nassarita el 1306 sota el domini de Muhàmmad III.

Abu-Abd-Al·lah Muhàmmad (III) al-Makhlú fou rei musulmà de la dinastia nassarita de Granada del 1302 al 1309. Va succeir el seu pare Muhàmmad II al-Faqih; el rumor popular l'assenyalava com l'assassí del pare però mai hi va haver proves.
Contrari a la guerra va signar un tractat de pau amb Castella pel que esdevenia vassall castellà. El 1305 els Banu l-Azafi, revoltats a Ceuta contra els marínides, van demanar suport a Muhàmmad III que va ocupar la ciutat però no la volia tornar al sultà magrebí sinó que la volia per a si mateix. El maig del 1306 va deportar als Banu l-Azafi a Granada i es va proclamar senyor de la ciutat.
El maig de 1307 els marínides vam acabar la guerra amb els abdalwadites de Tlemcen i van començar a preparar la revenja i van fer aliança amb Castella i Lleó i amb Catalunya-Aragó que el 1308 van pactar el repartiment del regne de Granada (tractat d'Alcalá d'Henares).
Davant d'aquest perill Muhàmmad III es va veure obligat a abdicar i es va retirar a Almuñécar. El seu primer ministre Ibn al-Hakim (de la família de Ronda uns anys abans rebel) extravagant i ostentant riquesa, acusat del fracàs de la política granadina i odiat pel poble, fou assassinat (8 de juny de 1309). Va pujar al tron el germà de Muhàmmad III, Nasr ibn Muhàmmad.